# Lalín (Gerichtsbezirk)
Der Gerichtsbezirk Lalín ist einer der 13 Gerichtsbezirke in der Provinz Pontevedra.
Der Bezirk umfasst 6 Gemeinden auf einer Fläche von 1.026,73 km² mit dem Hauptquartier in Lalín.

## Gemeinden
| Gemeinde             | Einwohner (2024) | Fläche km² | Dichte Einw./km² | Cod INE | Postleitzahl |
| -------------------- | ---------------- | ---------- | ---------------- | ------- | ------------ |
| Agolada              | 2.282            | 147,85     | 15               | 36020   | 36520        |
| Dozón                | 985              | 74,23      | 13               | 36016   | 36518        |
| Lalín                | 20.277           | 326,83     | 62               | 36024   | 36500        |
| Rodeiro              | 2.244            | 154,90     | 14               | 36047   | 36530        |
| Silleda              | 8.870            | 167,96     | 53               | 36052   | 36540        |
| Vila de Cruces       | 5.033            | 154,96     | 32               | 36059   | 36590        |
| Gerichtsbezirk Lalín | 39.691           | 1.026,73   | 39               | –       | –            |